# Tomás Luis de Victoria
Tomás Luis de Victoria (Sanchidrián, Àvila, 1548 - Madrid, 1611) fou un compositor castellà, segurament el més cèlebre polifonista del Renaixement a tota la península Ibèrica.

## Biografia
Era el setè fill dels onze que arribarien a tenir Francisca Suárez de la Concha i Francisco Luis de Victoria, qui va morir quan el compositor tenia tan sols nou anys. Amb deu anys, el 1558, es va convertir en petit cantor de la catedral d'Àvila. Allà va iniciar els seus estudis musicals de teoria del cant pla, contrapunt i composició, exercitant-se també en la pràctica del teclat sota la direcció dels mestres Jerónimo de Espinar, Bernardino de Ribera, Juan Navarro i Hernando de Isasi fins als divuit anys, el 1566.
El 1567 es va traslladar a Roma i va ser en el "Collegium Germanicum", fundat pels jesuïtes, on va poder rebre lliçons del seu amic Giovanni Pierluigi da Palestrina, mestre de capella i instructor de cant i música del veí Seminari Romà (de qui va tindre influències molt notables en les seves primeres composicions), per tal de perfeccionar i ampliar els seus coneixements musicals i preparar-se per al sacerdoci.
El 1573 va succeir el seu instructor en el càrrec de mestre de capella del Collegium Romanum. L'any 1575 va rebre l'ordenació sacerdotal, i tres anys més tard, l'any 1578, va ingressar en la Congregació de l'Oratori, fundada per sant Felip Neri, el sacerdot italià i futur sant.
El 1586 va ser nomenat capellà i mestre de cor del Real convent de les Clarisses Descalces a Madrid, on vivia retirada la filla de Carles I, l'emperadriu Maria d'Àustria (viuda de l'emperador Maximilià II d'Àustria i germana de Felip II), per la qual cosa va deixar Roma per a traslladar-se al seu país natal. Durant els anys que va ocupar aquest càrrec, Victoria va compondre poques obres: només dues noves edicions de misses i l'Officium defunctorum a sis veus.
Durant aquesta època, va rebre ofertes d'importants catedrals espanyoles, però les va rebutjar totes.
Va tornar a Roma el 1592 per a publicar el seu Missae, liber secundus. Dos anys després va assistir als funerals de Palestrina, i el 1595 va tornar definitivament a Espanya, on va morir el 1611 a Madrid.

## Obra
És tota religiosa i vocal, en llatí. Destaquen:
- Officium defunctorum
- Officium hebdomadae sanctae
- 20 misses; entre les quals: de Beata Maria Virgine, Ave maris stella, O magnum mysterium, Laetatus sum, Quam pulchri sunt, Trahe me post te.
- 44 motets, entre els quals: O magnum mysterium, O vos omnes, Gaudent in coelis animae Sanctorum, O quam gloriosum est regnum, Vidi speciosam, Senex puerum portabat, Vadam et circuibo civitatem.
- 2 Passions: Passio secundum Joannem, Passio secundum Matthaeum.
- Officium circuibo civitatem